# Quận Mineral, Nevada
Quận Mineral là một quận thuộc tiểu bang Nevada, Hoa Kỳ. Quận lỵ là Hawthorne6.
Dân số theo điều tra năm 2000 là 5071 người. Quận này được lập từ Quận Esmeralda năm 1911.